# Harlekijnbosmuis
De harlekijnbosmuis (Praomys morio) is een knaagdier uit het geslacht Praomys dat voorkomt op Mount Cameroon in Kameroen en op het eiland Bioko (Equatoriaal-Guinea). Het is een soort van de Praomys tullbergi-groep. Exemplaren uit de Centraal-Afrikaanse Republiek die als deze soort zijn geïdentificeerd vertegenwoordigen niet P. morio, maar P. petteri.